# Lliga neerlandesa de futbol 1890-91
LaLliga neerlandesa de futbol 1890–1891 va ser disputada per cinc equips de les ciutats d'Amsterdam, La Haia, Haarlem i Rotterdam. Els equips van participar en la competició que més tard s'anomenaria Eerste Klasse West. Però com que el districte de futbol occidental dels Països Baixos era l'únic que tenia una competició en aquell moment, es podria considerar un campionat nacional, convertint-lo en la primera lliga de futbol pròpiament dita de l'Europa continental. L'HVV Den Haag de La Haia va guanyar el campionat, es va considerar que era el primer oficial, ja que va ser la primera temporada en què tots els equips van jugar el mateix nombre de partits.

## Classificació de la Lliga
| Pos. | Equip             | PJ | PG | PE | PP | GF | GC | Pts | DG  | Notes                                           |
| ---- | ----------------- | -- | -- | -- | -- | -- | -- | --- | --- | ----------------------------------------------- |
| 1    | HVV Den Haag      | 8  | 6  | 1  | 1  | 17 | 3  | 13  | +14 |                                                 |
| 2    | Koninklijke HFC   | 8  | 4  | 2  | 2  | 18 | 11 | 10  | +7  |                                                 |
| 3    | RAP               | 8  | 2  | 5  | 1  | 10 | 7  | 9   | +3  |                                                 |
| 4    | Olympia Rotterdam | 8  | 2  | 2  | 4  | 7  | 22 | 6   | -25 | Es van fusionar per formar l'RC en VV Rotterdam |
| 5    | VV Concordia      | 8  | 0  | 2  | 6  | 1  | 10 | 2   | -9  | Es van fusionar per formar l'RC en VV Rotterdam |

PJ = Partits jugats; PG = Partits guanyats; PE = Partits empatats; PP = Partits perduts; GF = Gols a favor; GC = Gols en contra; Pts = Punts; DG = Diferència de gols

## Resultats
| Casa \ Fora | CON | HFC | HVV | OLY | RAP |
| ----------- | --- | --- | --- | --- | --- |
| Concordia   |     | 0–2 | 0–1 | 0–1 | 1–1 |
| HFC         | 0–0 |     | 1–0 | 9–0 | 1–1 |
| HVV         | 2–0 | 5–0 |     | 3–0 | 1–1 |
| Olympia     | 1–0 | 2–4 | 1–4 |     | 1–1 |
| RAP         | 2–0 | 3–1 | 0–1 | 1–1 |     |